# جون بوكانان روبنسون
جون بوكانان روبنسون (بالإنجليزية: John Buchanan Robinson)‏ هو محامي ومُحرِّر وسياسي أمريكي، ولد في 23 مايو 1846 في الولايات المتحدة، وتوفي في 28 يناير 1933 في نفس البلد. حزبياً، نشط في الحزب الجمهوري. وقد انتخب عضو مجلس ولاية بنسيلفانيا (1889 – ) وانتخب عضو مجلس نواب بنسيلفانيا (1885 – ) وانتخب عضو مجلس النواب الأمريكي (4 مارس 1891 – 3 مارس 1897).